# Celeste (cantante 1959)
Celeste, nome completo Celeste Johnson (Chicago, 31 ottobre 1959), è una cantante e modella statunitense attiva negli anni ottanta.

## Biografia
Inizia come sportiva, praticando come professionista il basket, ma viene presto notata per la bella presenza ed ingaggiata come modella. Scoperta come cantante da Claudio Cecchetto, che la scritturò avendola sentita cantare dietro le quinte di una sfilata di moda, e con la quale ebbe una breve relazione, ottiene un contratto con la Five Record nel 1982, debuttando nel 1983 con il 45 giri Love & musica.
Dopo aver preso parte allo show di Rete 4 Sponsor City, dal 1984 diventa un volto familiare della Fininvest partecipando fino alla fine del decennio come ospite fissa a diverse trasmissioni come Premiatissima '84 su Canale 5.
L'anno successivo pubblica il primo album, Celeste, da cui viene tratto il 45 giri Lascia che sia, scritto da Andrea Lo Vecchio e Santino Rocchetti, che ha un ottimo riscontro rimanendo in hit parade per cinque settimane, permettendo all'interprete di esibirsi in diverse trasmissioni televisive musicali, tra le quali Festivalbar e Azzurro di quell'anno. Nella primavera dello stesso 1985, Celeste partecipa alla seconda edizione di Risatissima, mentre dall'autunno conduce Buona Domenica insieme a Maurizio Costanzo, Franco Franchi, Ciccio Ingrassia e Gigi Sabani. Sempre in quell'anno collabora con Umberto Bindi, cantando insieme al cantautore genovese il suo evergreen È vero nell'album di duetti Bindi.
Nel 1986 torna al Festivalbar con Time, mentre nell'anno successivo pubblica il secondo album, Blue.
Nel 1989 partecipa al programma di Rai 1 Io Jane, tu Tarzan, al fianco di Carmen Russo con Franco Franchi, Ciccio Ingrassia e il mago Alexander e ad altre trasmissioni Rai in qualità di ospite.
Nel 1991 cambia casa discografica passando alla DDD - La Drogueria di Drugolo, per cui pubblica il terzo album The Swing of Love. Continua l'attività sia su disco che dal vivo fino alla metà degli anni novanta, per poi ritirarsi a vita privata.
Il 4 giugno 2008, all'età di 49 anni, ritorna sulle scene partecipando al reality statunitense She's Got the Look, contest tra 10 ex modelle "over 35", arrivando in finale.

## Discografia
Album in studio
- 1985 - Celeste
- 1987 - Blue
- 1989 - The Seventh Wind
- 1991 - The Swing of Love
- 1993 - Too Blue

Singoli
- 1985 - Lascia che sia/Going Crazy
- 1986 - Time/Dada
- 1987 - Hey Boy/Too Blue
- 1988 - Italy/Let Me Love You
- 1989 - Lover Boy/Bring Back My Heart
- 1991 - The Swing of Love/Can't Get Over You
- 1992 - Look Inside of You/Soliloquy
- 1993 - Everybody's Free

Partecipazioni
- 2001 - AA.VV. Italian dance vol. 1 con il brano Look Inside of You